# بوب الشباب
بوب الشباب (بالإنجليزية: Teen pop)‏ هو فرع من فروع موسيقى البوب
تم إنشاؤه وتكوينه وتسويقه لفئه الشباب المراهقين وماقبل المراهقة (تتراوح اعمارهم مابين 10_19) عاما. البوب الشبابي يحاكي أنواع وأساليب مختلفة من الموسيقى مثل البوب، الروك، الموسيقى ذات الطابع الريفي، والالكترونية، و موسيقي R&B، والهيب هوب. تتميز موسيقى البوب الشبابيه بكلمات تتركزعلى قضايا ومشاكل المراهقين ( المشاكل الجنسيه والعاطفية، العلاقات، البحث عن الذات، الصداقة.